# Malacothrix glabrata
Espèce
Classification phylogénétique
Malacothrix glabrata ou "pissenlit du désert" est une espèce de plantes à fleurs de la famille des Asteraceae. On la trouve en Amérique du Nord à l'état sauvage.
Malacothrix glabrata n'est pas connue comme plante comestible pour l'homme et aucune source ne la recommande à cet usage.
Elle n'est pas non plus identifiée comme toxique ou dangereuse, ni pour l'homme ni pour les animaux domestiques mais en l'absence de données sur sa consommation, il est préférable de ne pas la consommer.

## Description morphologique

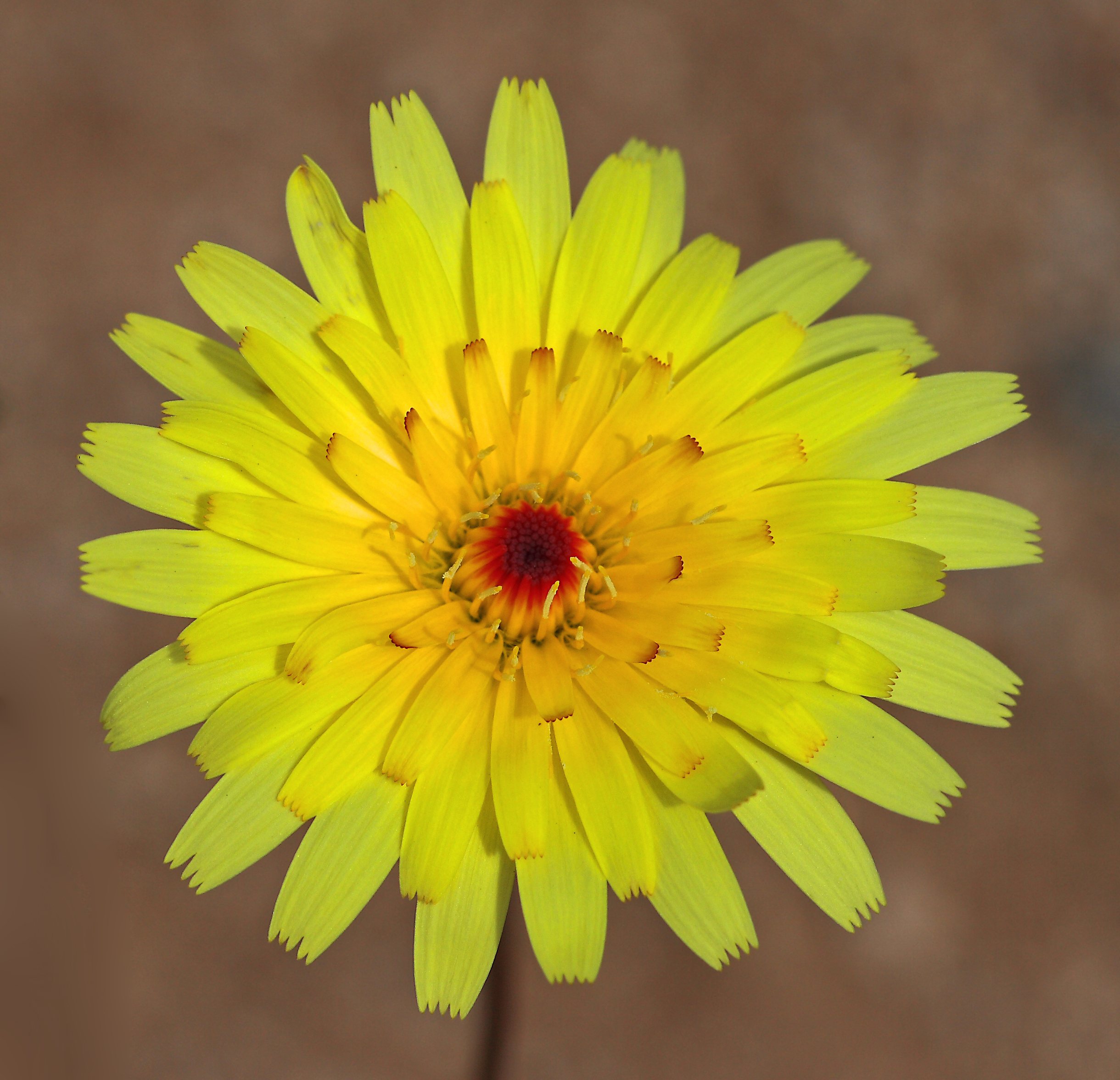
Gros plan du capitule de Malacothrix glabrata.

### Appareil végétatif
Cette plante herbacée non velue mesure entre 15 et 35 cm de hauteur. Les feuilles, qui mesurent de 6 à 12,5 cm de longueur, sont si découpée qu'elles sont multifides.

### Appareil reproducteur
La floraison a lieu entre mars et juin.
L'inflorescence est un capitule jaune liguliflore de 2,5 à 4 cm de diamètre. Les fruits sont des akènes prolongés par des soies dont seulement deux demeurent à maturité.

## Répartition et habitat
Cette plante pousse dans les zones désertiques ou les plaines sablonneuses. Son aire de répartition couvre une partie du sud-ouest des États-Unis (Idaho, Oregon, Californie, Arizona) et du nord-ouest du Mexique.

## Synonyme
- Malacothrix californica var. glabrata A.Gray ex D.C.Eaton